# Maksymilian Jackowski
Maksymilian Jackowski herbu Gozdawa (ur. 11 października 1815 w Słupi, zm. 14 stycznia 1905 w Poznaniu) – polski działacz społeczny i gospodarczy w Wielkopolsce.

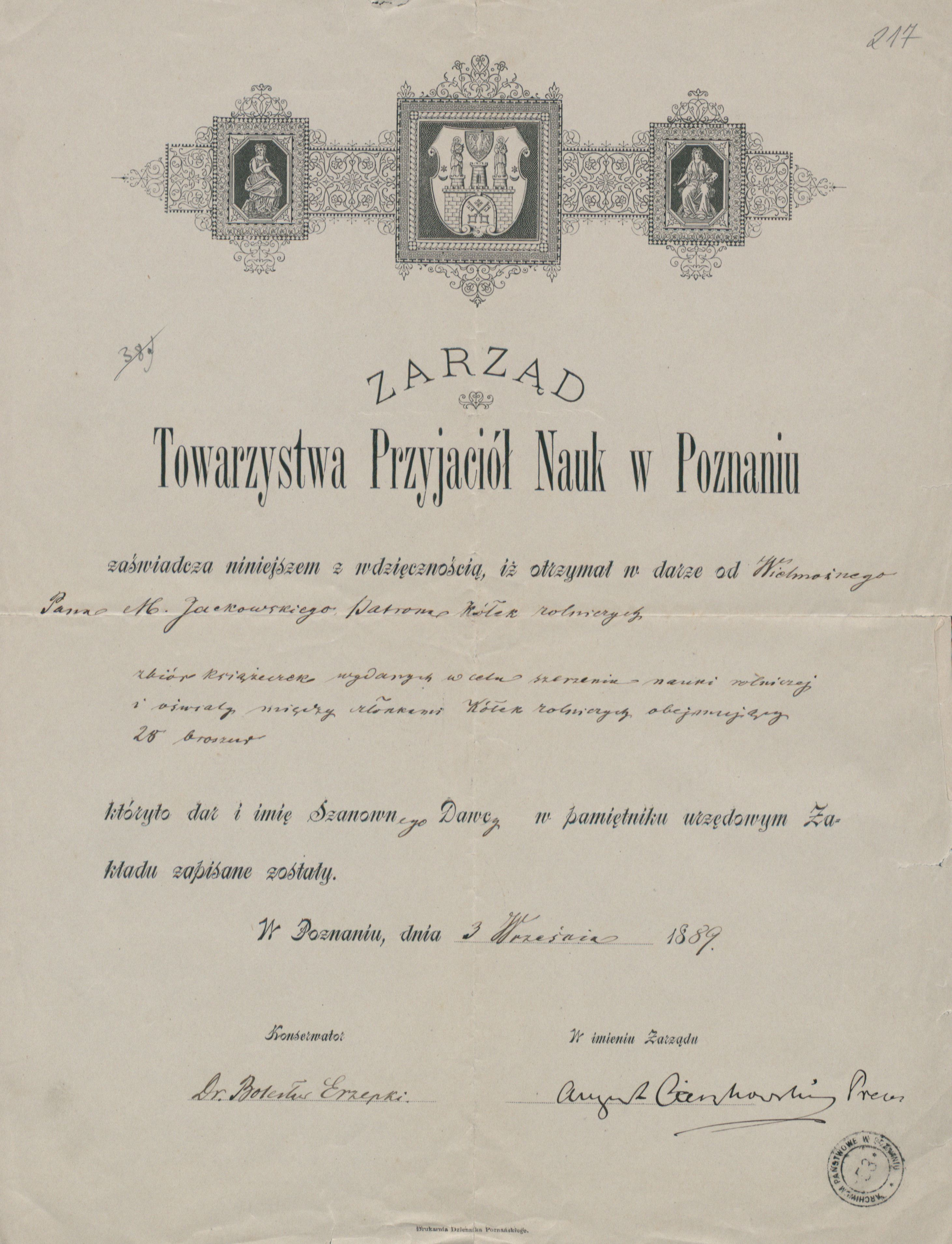
Podziękowanie dla Maksymiliana Jackowskiego od PTPN ze zbiorów Archiwum Państwowe w Poznaniu

## Życiorys
Urodził się 11 października 1815 we wsi Słupia w rodzinie Józefa – dzierżawcy folwarku i Józefy z domu Brzezińskiej. Naukę rozpoczął w Gimnazjum św. Marii Magdaleny w Poznaniu, jednak go nie ukończył. Wcielony do pruskiej armii odbył służbę wojskową w Śremie. Po jej zakończeniu uczył się jako jeden z praktykantów w eksperymentującym z nowymi technikami rolnymi majątku w Turwi, należącego do generała Dezyderego Chłapowskiego, a następnie pracował w majątku Źrenica w powiecie średzkim. Po pewnym czasie wydzierżawił folwark Pobereże znajdujący się na Podolu. W 1850 wrócił do Wielkopolski kupując za zaoszczędzone pieniądze majątek Pomarzanowice leżący koło Pobiedzisk. W tym okresie zaczął się również interesować działalnością organicznikowską. Wstąpił do Towarzystwa Rolniczego, w którym pisał artykuły do organu prasowego – „Ziemianina”. W 1861 został jednym z członków założycieli Centralnego Towarzystwa Gospodarczego.
W 1863 został komisarzem cywilnym na powiat średzki odpowiadającym za organizację pomocy dla powstańców styczniowych. Za tę działalność został aresztowany i osadzony w poznańskiej cytadeli, a następnie w Berlińskim Moabicie. W 1864 stanął przed sądem w tzw. „procesie berlińskim”, gdzie został uniewinniony z braku jednoznacznych dowodów. Po powrocie do kraju w 1865, wszedł w skład zarządu Centralnego Towarzystwa Gospodarczego. W tym okresie współpracował również z Towarzystwem Moralnych Interesów, w ramach którego podjął się wydawania czasopisma Orędownik (przejętego później przez Romana Szymańskiego). W 1873 Centralne Towarzystwo Gospodarcze powierzyło mu opiekę nad parafialnymi kółkami rolniczymi, którą sprawował do 1900. Za jego kadencji ich liczba wzrosła z 30 do 200.
Realizując podstawowy cel – naukę racjonalnej gospodarki i samodzielności zrzeszonych rolników – doprowadził również do wykształcenia się licznej grupy średnich i bogatych rolników, działających solidarnie oraz świadomych politycznie i narodowo. Miało to duże znaczenie w okresie Kulturkampfu i działania Niemieckiej Komisji Kolonizacyjnej. To z jego inicjatywy powstały czasopisma „Rocznik Kółek” (w 1875) i „Poradnik Gospodarski” (w 1889). Ogromna popularność wśród rolników sprawiły, że zyskał przydomek „Króla chłopów”. W 1885, w związku z pracą, przeprowadził się do Poznania, gdzie zmarł 14 stycznia 1905. Został pochowany we Wronczynie, a jego pogrzeb przerodził się w manifestację narodową.

## Upamiętnienie
Jego imię nosi Zespół Szkół Ekonomicznych im. Maksymiliana Jackowskiego w Słupcy oraz Szkoła Podstawowa we Wronczynie.

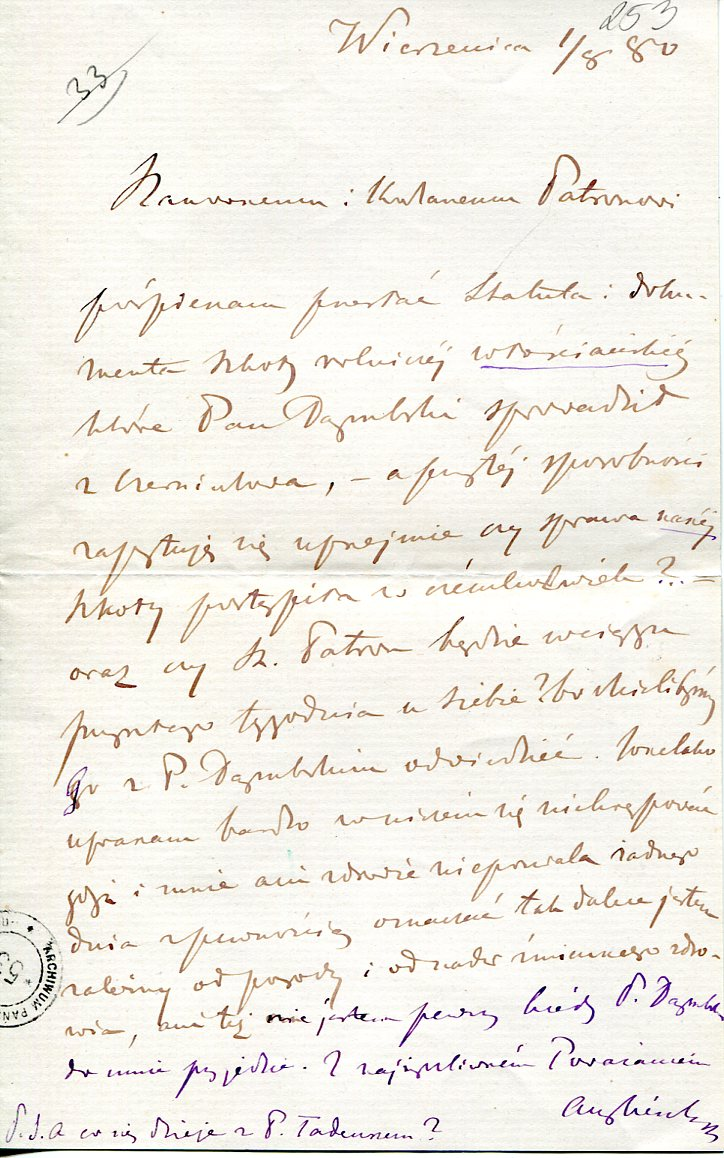
List Augusta Cieszkowskiego do Maksymiliana Jackowskiego w sprawie szkoły rolniczej dla włościan 1880 r. (miejsce przechowywania: Archiwum Państwowe w Poznaniu).

## Maksymilian Jackowski w filmie
Postać Maksymiliana Jackowskiego występuje w polskim serialu historycznym Najdłuższa wojna nowoczesnej Europy (1979–81) w reżyserii Jerzego Sztwiertni. Odtwórcą tej roli był Krzysztof Kowalewski.

## Galeria

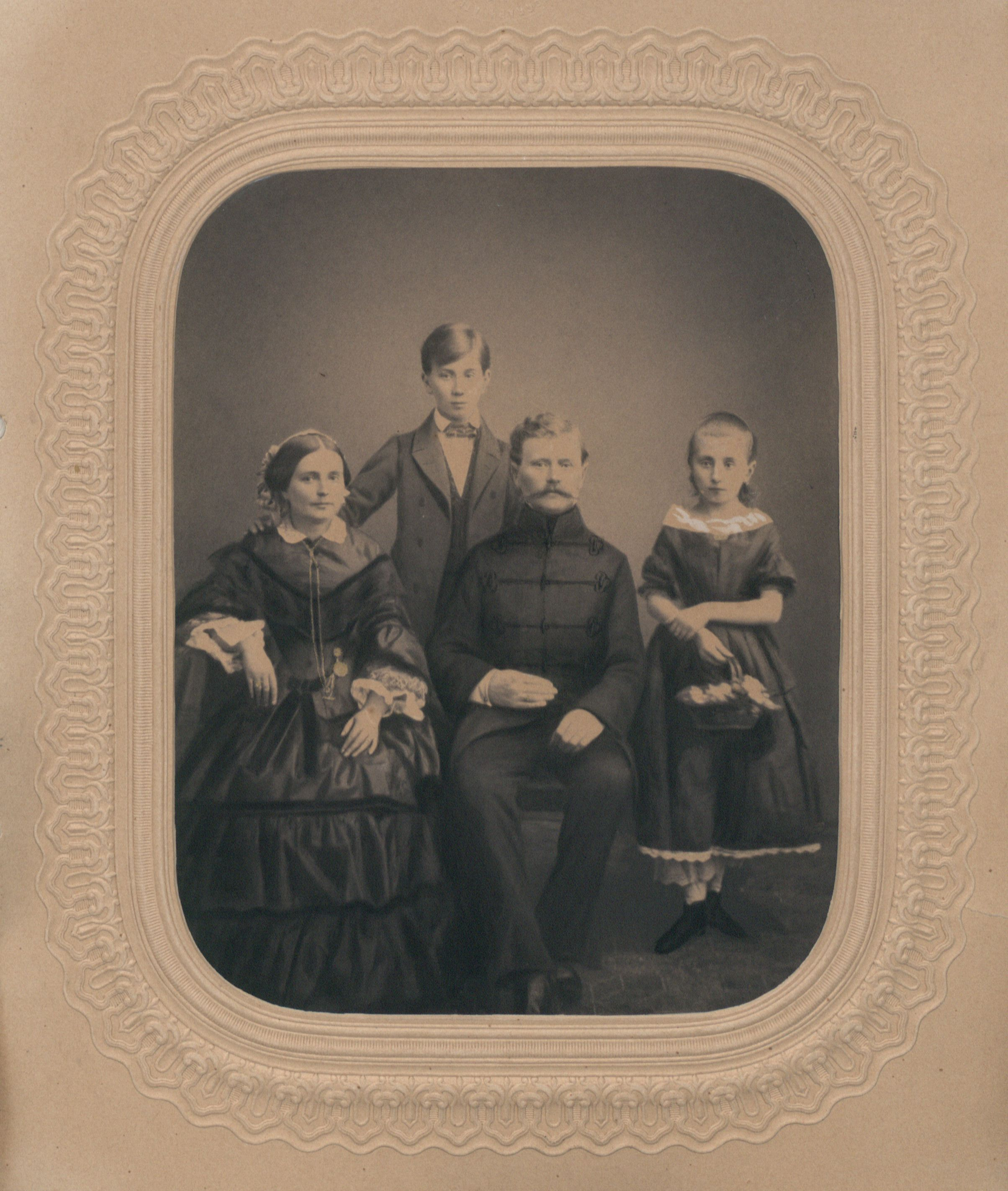
Maksymilian Jackowski z rodziną 1861 r. (od lewej): Maria Jackowska, Mieczysław Jackowski, Maksymilian Jackowski, Józefa Jackowska (miejsce przechowywania: Archiwum Państwowe w Poznaniu)
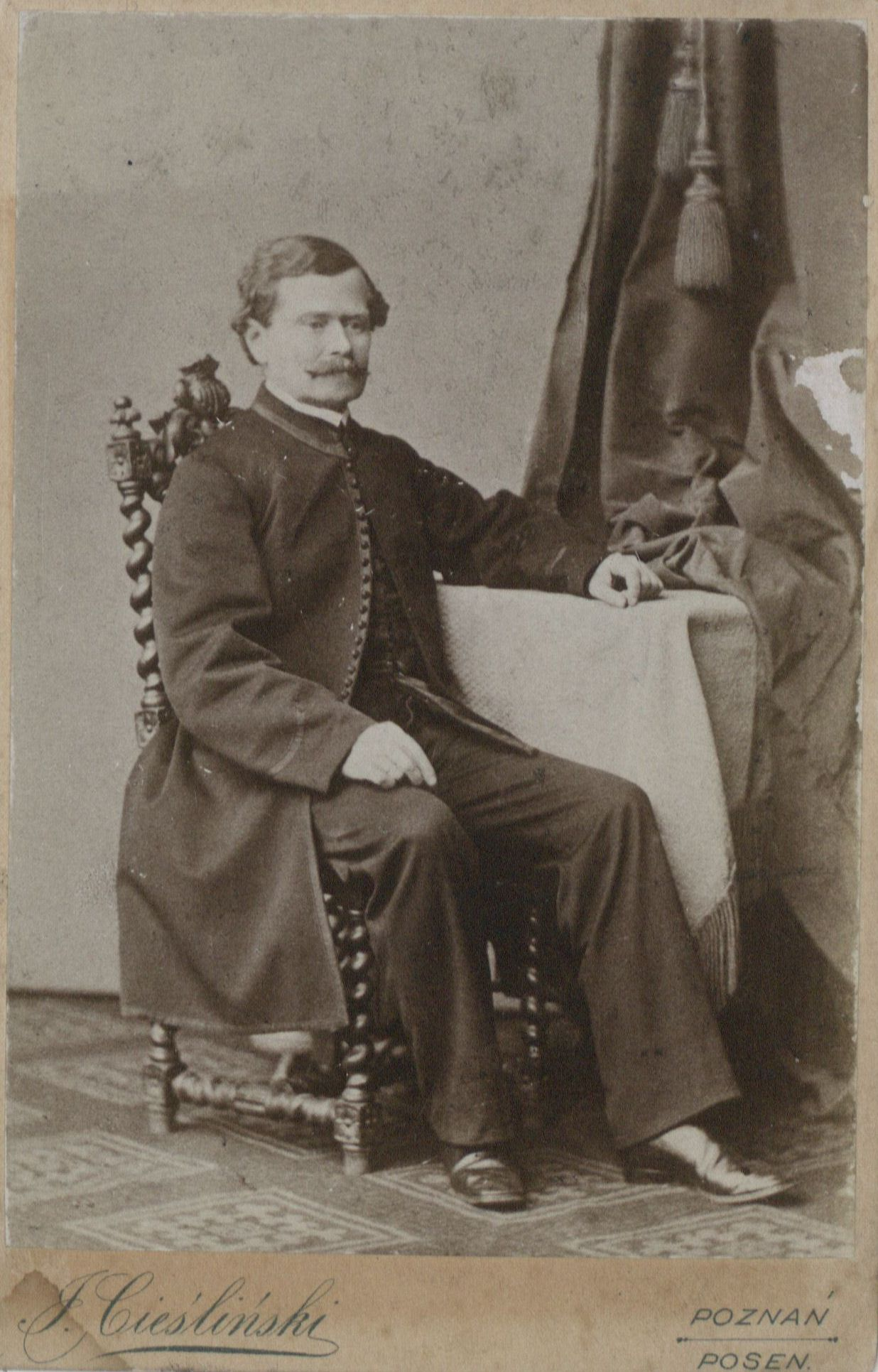
Maksymilian Jackowski po wyjściu z więzienia 1865 r. (miejsce przechowywania: Archiwum Państwowe w Poznaniu)

## Publikacje
- Ostrożnie z kredytem
- Rzut oka na nasze zasady, sprawy potrzeby, Poznań 1870.
- Ułomności nasze narodowe i społeczne oraz środki ku sprostowaniu tychże, Poznań 1870.
- Sprawozdanie z Kółek rolniczych włościańskich odczytane na Walnem Zebraniu Centralnego Towarzystwa Gospodarczego dnia 4go marca 1874 r., Poznań 1874.
- Przemówienie Patrona Maksymiliana Jackowskiego przy zagajeniu Walnego Zebrania Delegatów Kółek rolniczo-włościańskich w Poznaniu, Poznań 1884.
- Matkobójstwo czy samobójstwo, Poznań 1903.